# Everywhere at the End of Time
Everywhere at the End of Time (с англ. — «Повсюду к концу времён», сокращённо — EATEOT) — одиннадцатая по счёту студийная запись британского музыканта в жанре электронной музыки Лейланда Кирби под псевдонимом The Caretaker, состоящая из шести отдельных частей (стадий), выпускавшихся с 2016 по 2019 год и отображающих прогрессию деменции. Вдохновлённый успехом своего альбома An Empty Bliss Beyond This World (2011 г.), Кирби решил создать EATEOT в качестве своей последней работы под псевдонимом. Запись альбомов проходила в Кракове, они выпускались с перерывами в шесть месяцев, чтобы «создать ощущение течения времени». Для оформления использовались абстрактные картины художника Эйвана Сила, с которым давно сотрудничал Кирби. Стиль записи сравнивался с композитором Уильямом Басински и музыкантом Burial, на более поздние этапы повлиял авангардист Джон Кейдж. В основе альбомов лежат лупы бальной музыки, поверх них звучит треск виниловой пластинки.
Характеризуемые как нойз, последние три этапа отличаются от более ранних эмбиентных работ Кирби, хотя первые три похожи на An Empty Bliss…. Полное издание представляет собой шестичасовую работу, в которой эмоциональная окраска меняется с каждой стадией. Музыкой передано расстройство и кончина пациента, его чувства и феномен предельной ясности сознания. Для продвижения данного проекта Кирби сотрудничал с визуальным художником Weirdcore для музыкальных клипов. Сначала он думал о том, чтобы вообще не создавать Everywhere…, выражая озабоченность по поводу того, будет ли серия работ претенциозной идеей; Кирби потратил на производство проекта больше времени, чем на любой другой свой выпуск. Обложки альбома были освещены на французской художественной выставке, названной в честь альбома Кирби Everywhere, an Empty Bliss (2019 г.), которая представляет собой сборник неиспользованных работ.
Серия альбомов получала всё больше положительных отзывов от музыкальных критиков по мере выхода каждого из них. Считающийся magnum opus Кирби, Everywhere… является самым продаваемым релизом в стиле дарк-эмбиента на Bandcamp. Everywhere… стал интернет-феноменом в 2020 году, появившись во многих видеороликах в TikTok как челлендж по прослушиванию его шести с половиной часов. Лица, ухаживающие за людьми с деменцией, также высоко оценили альбомы как вызывающие сочувствие у более молодой публики.

## Предыстория
С 1999 по 2019 год The Caretaker был псевдонимом английского электронного музыканта Лейланда Кирби, который семплировал пластинки биг-бэндов. На это повлияла сцена приведениями в бальном зале из фильма Сияние Кубрика (1980 г.), что заметно на и Selected Memories from the Haunted Ballroom (1999 г.). Его первые записи отличались выраженным стилем эмбиент, который будет заметен в его последних релизах. Ещё ранее на альбоме Theoretically Pure Anterograde Amnesia (2005 г.) The Caretaker исследовал тему потери памяти. К 2008 году после издания альбома Persistent Repetition of Phrases Кирби привлёк внимание критиков и увеличил число своих поклонников.
В 2011 году The Caretaker выпустил An Empty Bliss Beyond This World, — альбом, вдохновленный стадией болезни Альцгеймера, когда пациент не знает, что у него есть данное заболевание. Альбом получил признание музыкальных критиков; Кирби объяснил, что изначально он больше не хотел выпускать музыку под псевдонимом The Caretaker. Однако он сказал: «Так много людей полюбили An Empty Bliss…. Поэтому я подумал про себя: „Что я могу сделать, чтобы снова не было An Empty Bliss…?“». Кирби чувствовал, что единственной концепцией, которую нужно исследовать, будут «стадии слабоумия». Это будет его окончательное освобождение в качестве музыканта The Caretaker; Кирби сказал: «Я просто не вижу, куда я могу дальше пойти после этого».

## Музыка и стадии
Чтобы быть способным запомнить эту музыку как живую культуру в реальном времени, вам сейчас должно быть за девяносто. То, что Кирби представляет здесь, можно было услышать как слабые, выцветшие фрагменты воспоминаний о некогда любимых мелодиях, когда они колеблются в атрофирующихся умах.
Альбомы, описанные Кирби как стадии деменции, представлены в стиле поэтических названий треков и звучанием биг-бэнда. Их главная тема — это изображение человека с болезнью Альцгеймера и чувства которые он испытывает. Присутствуют идеи деградации, меланхолии, путаницы и абстрактности . В Tiny Mix Tapes предположили, что, как лебединая песня The Caretaker’а, Everywhere… «в любой момент угрожает ничему не уступить». Серия альбомов в основном выражены в жанре эмбиент, с авангардистской концепцией и экспериментальным стилем.
Исследование деменции в серии альбомов сравнивается с альбомом Уильяма Басинского The Disintegration Loops (2002—2003 гг.). Однако, по мнению Холли Хейзелвуд из Spectrum Culture, работа Кирби меньше сосредоточена на физическом распаде, в отличие от этой записи. Кирби сказал, что он хвалит работы Басинского, но настаивает на том, что его собственные «не просто распадающиеся петли. Они о том, почему они распадаются и как». Ещё один музыкант, чей стиль музыки сравнивают с Everywhere…, — это Burial. Рецензент Мэтт Колкуун писал в своей статье для The Quietus, что Burial и The Caretaker «подчеркивают „нарушенное время XXI века“». На протяжении всего времени некоторые семплы постоянно возвращаются — в частности, кавер-версия композиции «Heartaches» (1931 г.) Боули — и с каждым альбомом звучание ухудшается. В последние шесть минут можно услышать песню из Selected Memories.
С каждой стадией (англ. Stage) песни становятся всё более искажёнными, отражая тем самым память и её ухудшение. Первые три стадии по звучанию напоминают An Empty Bliss…, с цикличными звуковыми фрагментами из виниловых пластинок и восковыми цилиндрами бального джаза. На Стадии 3 песни короче — некоторые длятся всего одну минуту — и, как правило, избегают затухания. Стадии пост-осознания отражают желание Кирби «исследовать полное замешательство, когда всё начинает рушиться». Две предпоследние стадии представляют хаос в своей музыке, представляя изменённое восприятие реальности пациентом. Заключительный этап выражен в стиле дроун, изображая тревогу пациента. В нём есть органная и хоровая музыка, а также минута молчания за последние 15 минут, изображая смерть. Майлз Боу из Pitchfork написал о контрасте более поздних стадий с другими эмбиентными работами Кирби, как о «развитии звука новыми и часто пугающими способами». Кирби описал серию альбомов как «больше о последних трёх [стадиях], чем о первых трёх».

### Стадии 1-3
По словам Кирби, Стадия 1 — это альбом, изображающий начальные признаки ухудшения памяти. Он называет её той, которая «больше всего похожа на прекрасную мечту наяву». Как в An Empty Bliss…, в ней представлены первые секунды записей из ревущих двадцатых годов, зацикленных на длинных фрагментах. В его семплах присутствуют изменения высоты звука, обертоны, виниловый треск и резкие окончания. Названия треков предполагают светлое настроение, с такими названиями, как «Childishly Fresh Eyes» и «The Loves of My Entire Life». Другие названия песен, такие как «We Don’t Have Many Days» и «Slightly Bewildered», отображают более грустные темы, связанные со старостью. Несмотря на оптимистичный релиз The Caretaker, некоторые из его радостных композиций в стиле биг-бэнд более искажены, чем обычно. Один рецензент сравнил его с фильмом С широко закрытыми глазами Стэнли Кубрика (1999 г.) и драматическими работами режиссёра Вуди Аллена. В отличие от радостного звука первой стадии, Кирби описал второй этап как «огромную разницу между настроениями».
В описании Кирби говорится, что Стадия 2 — «это самореализация и осознание того, что что-то не так с отказом принять это». Альбом отличается гораздо более эмоциональным тоном, чем Стадия 1; в нём больше меланхоличных, деградированных и гудящих семплов. Исходный материал записи содержит более резкие остановки, исследующие атмосферу призракологии; Рецензент Tiny Mix Tapes Фрэнк Фалиси сравнил это со сценой в ванной комнате в фильме Сияние, а не в бальном зале, где «Грейди [находится] в ванной, вытирая пальто Джека». В названиях композиций представлены более мрачные темы, с такими названиями, как «A Losing Battle is Raging», «Last Moments of Pure Recall» и «Denial Unravelling». Они отражают осознание пациентом своего расстройства и более печального эмоционального состояния, сопровождающего его. Песни воспроизводятся дольше и содержат меньше цикличных звуковых фрагментов, но их чёткость более ухудшена. Они фокусируются на осознании пациентом того, что с их воспоминаниями может быть что-то не так, и на том, как они их вспоминают. Кирби описал вторую стадию как ту, на которой «[вы], вероятно, попытаетесь запомнить больше, чем обычно».
Стадия 3, по словам Кирби, — это момент, когда «нам представляются некоторые из последних связных воспоминаний, прежде чем полностью накатит путаница, и серые туманы сформируются и исчезнут». Семплы из других работ, таких как An Empty Bliss…, возвращаются с подводным звуком, изображающим растущее отчаяние пациента и борьбу за сохранение своих воспоминаний. В то время как другие этапы представляли собой обычные затухания, композиции Стадии 3 резко заканчиваются. Их названия становятся более абстрактными, с такими названиями, как «Hidden Sea Buried Deep», «To the Minimal Great Hidden» и «Burning Despair Does Ache». Запись фокусируется на осознании пациента, будучи наиболее похожей на An Empty Bliss… во всей серии. Кирби повторил это мнение, объяснив, что Стадия 3 «больше всего похожа на An Empty Bliss…, потому что это стадия блаженства, когда вы не осознаете, что на самом деле страдаете слабоумием». По его словам, альбом представляет «последние угольки осознания, прежде чем мы перейдём к стадиям после осознания».
Вступительная композиция серии, «It’s Just a Burning Memory», представляет собой семпл песни «Heartaches», который ухудшается на протяжении всей серии. По словам Кирби, Боули — «один из главных парней», отобранных им. В третей композиции Стадии 2 «What Does It Matter How My Heart Breaks», «Heartaches» возвращаются в летаргическом стиле в результате использования семпла из другого исполнения песни. Хотя Кирби описал «It’s Just a Burning Memory» как оптимистичное, «What Does It Matter How My Heart Breaks» звучало «так, как будто группа ещё не пила кофе». На Стадии 3 появляется последняя согласованная версия «Heartaches» на «And Heart Breaks», где её звуковые аспекты становятся более похожими на белый шум. Песни, в которых используется семплинг «Heartaches», берут своё название из текста песни, который охватывает темы памяти; Боулли поет: «I can’t believe it’s just a burning memory / Heartaches, heartaches / What does it matter how my heart breaks?».
Картины, использованные в качестве обложек альбомов для сцен, — это «Beaten Frowns After» (2016 г.), «Pittor Pickgown in Khatheinstersper» (2015 г.) и «Hag» (2014 г.). На «Beaten Frowns After» изображён серый разворачивающийся свиток на пустом горизонте, с газетными складками, похожими на складки мозга. На «Pittor Pickgown in Khatheinstersper» изображено четыре увядающих цветка в абстрактной вазе; по словам Фалиси, объект представляет «единственное, что находится за нашими телами», которое, нахмурившись, изображает нас самих. На картине «Hag» представлен объект, искажённый до крайности, о котором Сэм Голднер из Tiny Mix Tapes написал как о «вазе, выливающейся в волны беспорядка».

### Стадии 4-6
Кирби сказал, что Стадия 4 — это альбом пост-осознания, где «способность вспоминать единичные воспоминания уступает место путанице и ужасу». Он представляет стиль, более похожий на нойз, в отличие от первых трёх стадий, которые отличались тем же стилем An Empty Bliss…. Отмечая начало этапов «пост-осознания», его композиции занимают целые виниловые стороны. Они представляют клинические названия: три из них — G1, H1 и J1 — под названием «Post Awareness Confusions» и один из них — I1 — под названием «Temporary Bliss State». Он привносит сюрреалистический стиль в серию с её бессвязными мелодиями, подготавливая слушателя к двум последним стадиям. Большинство композиций игнорируют аспекты названий, представляя гораздо больше искажений, чем на предыдущих стадиях. Однако «Temporary Bliss State» — композиция более спокойная, чем «Post Awareness Confusions», с более эфирным звучанием. Атмосферу альбома Майлз Боу из Pitchfork сравнил с альбомом 94 Diskont (1995 г.) экспериментального музыканта из Германии Oval'а.
Стадия 5 пост-осознания, по словам Кирби, имеет темы «путаницы и ужаса». В нём есть «более экстремальные запутанности, повторения и разрывы, [которые] могут смениться более спокойными моментами». Альбом расширяет своё нойз-влияние, благодаря сходству с такими музыкантами, как Merzbow и Джон Виз. В нём связные мелодии теряют своё значение, заменяясь перекрывающимися семплами. Хейзелвуд интерпретировал это как пробку в звуковой форме, уподобляя её нейронам, которые наполняются бета-амилоидами. Названия композиций, такие как «Advanced Plaque Entanglements» и «Synapse Retrogenesis», были названы Кирби бесчеловечными. Запись сильно отличается от предыдущих альбомов, при этом её исходный материал иногда сводится к шёпоту. По словам Фрэнка Фалиси из Tiny Mix Tapes, у него нет чувства комфорта; в отличие от первых признаков Стадии 1, Стадия 5 представляет собой полный беспорядок. Это первая стадия, на котором представлены узнаваемые английские голоса; на первой композиции мужчина объявляет: «This selection will be a mandolin solo by Mr. James Fitzgerald». В альбоме есть ссылки на такие аспекты мозга, как бляшки, нейрофибриллярные клубки, синапсы и ретрогенез.
На предыдущих стадиях были представлены описания отдельных альбомов; на заключительной стадии их не хватает. Она состоит из одного предложения, которое гласит: «Post-Awareness Stage 6 is without description». Хотя на Стадии 5 были фрагменты инструментов, на Стадии 6 представлены пустые композиции. В нём нет деталей, которые Холли Хейзелвуд из Spectrum Culture истолковала как выражение пустых чувств пациента. Вместо прежних клинических названий, названия композиций финальной записи, такие как «A Brutal Bliss Beyond This Empty Defeat», содержат больше эмоциональных фраз. Он не представляет звук Кирби как The Caretaker’a, изображающего беспокойство пациента. Вместо голосов Стадии 5 в альбоме слышны шипящие звуки и треск. В целом, он состоит из звуковых коллажей, где музыку можно слушать, хотя и издалека. После выхода Стадии 6 Кирби объявил: «Спасибо за поддержку на протяжении многих лет. Пусть бальный зал останется вечным. C’est fini».
Заканчивая серию, орган гудит перед последними минутами «Place in the World Fades Away», вырезанного до момента брошенной иглы от патефона. Кульминация Everywhere…, за шесть минут до окончания проекта, включает в себя чёткий хор, взятый с испорченной виниловой пластинки. Серия заканчивается минутой молчания, символизирующей смерть пациента.[20] Этот момент вызвал различные интерпретации у комментаторов: Холли Хейзелвуд предположила, что он изображает предельную ясность, феномен, при котором пациенты ненадолго испытывают ясность перед смертью, в то время как Фрэнк Фалиси писал об этом как о том, что душа пациента движется в загробную жизнь. Он пояснил, что «вам не нужно ни во что верить, чтобы думать, что могут быть звуки за пределами нашего существа». Последние шесть минут — это семпл арию «Lasst Mich Ihn Nur Noch Einmal Kussen»  из «Страсти по Святому Луке», BWV 246. Песня также была использована в Selected Memories… The Caretaker’a в композиции «Friends Past Reunited».
Картины на обложках альбомов озаглавлены как «Giltsholder» (2017 г.), «Eptitranxisticemestionscers Desending» (2017 г.) и «Necrotomigaud» (2018 г.). «Giltsholder» — первая работа, изображающая человеческую фигуру, хотя у неё неузнаваемые черты лица. По словам Голднера, человеку может показаться, что он улыбается, если смотреть на него издалека. «Eptitranxisticemestionscers Desending», которые хотят изобразить абстрактную массу, вырывающуюся с мраморной лестницы. Хейзелвуд истолковала это как представление разума пациента; хотя когда-то он давал опыт, теперь он неузнаваем. «Necrotomigaud» представляет чистый холст, изображающий пустоту пациента на Стадии 6.

## Производство
Кирби продюсировал Everywhere at the End of Time в своей квартире в Кракове, используя компьютер, «разработанный специально для производства музыки». Благодаря своему плодотворному способу работы, он сделал больше композиций только для Стадии 1, чем за всю историю в рамках проекта The Caretaker. Альбомы были выпущены за год до их выпуска, с созданием Стадии 3, начинающегося в сентябре 2016 года, и Стадии 6 в мае 2018 года. Кирби заявил, что первые три стадии имеют «тонкие, но существенные различия», поскольку они представляют один и тот же общий стиль. Они «основаны на настроении и осознании того, что будет чувствовать человек с таким состоянием». Кирби хотел, чтобы процесс их мастеринга, как это сделал «Lupo», был «последовательным на всём протяжении». Он сказал, что «стратегия» состояла в том, чтобы использовать кавер-версии одних и тех же семплов для достижения определённых эмоциональных сообщений с каждым из них. Вместо того, чтобы покупать пластинки в физических магазинах, как это было с альбомом An Empty Bliss…, Кирби мог «найти много этой музыки в Интернете […]. Сейчас можно найти десять версий одной песни». Он заявил, что первый и второй альбом имеют «интересный переключатель», так как он не зацикливал короткие фрагменты семплов, как на Стадии 1. Вместо этого он позволял песням играть полностью и убирал определённые разделы, не всегда составляя их из небольших луп. Кирби больше всего сравнил Стадию 3 с An Empty Bliss… 2011 года. Кирби сказал, что первые три стадии можно прослушать в случайном порядке из-за их сходства. По его словам, намерение первых альбомов состояло в том, чтобы сделать их взаимозаменяемыми композициями.
Кирби сказал, что его производственная работа сосредоточена на последних трёх стадиях. Одной из задач, с которой он столкнулся при их создании, было создание «прослушиваемого хаоса». Кирби добавил, что, работая над производством Стадии 4, он понял, что последние три стадии «должны были быть сделаны с точки зрения пост-осознания». Объясняя название, Кирби назвал их «Post-Awareness», потому что они возникают, когда пациент не осознает расстройства — анозогнозии. Кирби сообщил о чувстве давления во время работы над последними тремя стадиями, сказав: «Я бы закончил Стадию 1, взялся за следующий, и всё это при начале следующей стадии». На четвёртой и пятой стадиях Кирби утверждал, что у него было более 200 часов музыки, и «скомпилировал её на основе настроения». Лэндон Бейтс из The Believer сравнил Стадию 4 с композицией «Radio Music» (1956 г.) композитора Джона Кейджа, на что Кирби ответил, что алеаторическая музыка Кейджа использовалась на более поздних стадиях. Он сказал, что Стадия 5 имеет «отчётливые изменения» по сравнению со Стадией 4, написав, что «это не сразу, но это важный симптом». Кирби сказал, что его «интересовало» для Стадии 6 удаление определённых частот семплов, что может сделать современное программное обеспечение. По словам Кирби, производство заключительной стадии было самым сложным, так как «вес предыдущих пяти падает на это сейчас».

## Художественное оформление
Ты вообще не можешь доверять никаким воспоминаниям, не так ли? Потому что всё это в некотором роде сбивчиво [и] абсурдно.
Обложки альбомов Everywhere at the End of Time — это абстрактные картины художника и по совместительству давнего друга Кирби Айвана Сила, написанные маслом. Они выполнены в минималистском стиле, представляя собой единый объект в безликой комнате без текста. В Tiny Mix Tapes включали «Beaten Frowns After» — иллюстрации для Стадии 1 — в два списка лучших обложек альбомов 2016 и 2010-х годов. Кирби и Сил родились в Англии и подружились в Берлине; они представляют сходство в том, как они создают искусство. Сил рисует объекты, основываясь на своей памяти, говоря, что «подобная живопись больше похожа на мозг».
Картины Сила и музыка The Caretaker’a были представлены на выставке французского искусства 2019 года под названием Everywhere, an Empty Bliss, созданной компанией FRAC Auvergne. На нём была музыка Кирби и названия обложек альбомов. Позже компания опубликовала рекламный ролик на YouTube, в котором объявила, что выставка состоится в период с 6 апреля по 6 июня 2019 года. Ранее картины Сила были показаны рядом с одним из выступлений Кирби на выставке 2019 года под названием Cukuwruums. Организаторы искали необычные площадки, общую тему фестиваля. Они нашли старую квартиру 2014 года, о которой Сил сказал: «ничего не должно быть очищено — не будет никакой уборки». Выставка была впервые построена в рамках фестиваля, но после этого она оставалась открытой.
В 2018 году Кирби спросили, почему на цифровых страницах альбома была подробно представлена концепция, но физическая упаковка не включала текст. В ответ на это он сказал, что картины Сила важны для каждой стадии, и что он рад, что Сил позволяет использовать картины в качестве обложек альбомов. Говоря о совпадении их художественных взглядов, Кирби увидел корреляцию работ, поскольку оба «прекрасно сталкиваются». Он считает, что его описания могут отвлечь от этого, поскольку они представлены в цифровой форме для слушателей, которые «ищут немного глубже».

## Выпуск и продвижение
Кирби думал о том, чтобы вообще не выпускать эту серию альбомов. За шесть месяцев до выпуска Стадии 1 он рассказал об этом другим людям, объяснив, что «хотел быть уверенным, что это не покажется высоколобой, претенциозной идеей». Альбомы выходили в течение трёх лет: Стадия 1 в 2016 году, следующие две в 2016 и 2017 годах, предпоследние две в 2018-м, и последняя в 2019-м. Задержка между выпусками, по словам Кирби, должна была «дать ощущение проходящего времени». Хотя и выражала озабоченность деменцией как социальной проблемой, Кирби сказал, что расстройство не влияет на него «на личном уровне». Он назвал это «скорее очарованием, чем страхом». Когда его спросили, какие исследования о деменции интересуют его больше всего, Кирби заявил: «Для меня всё это интересно». Он отметил, что каждый опыт с деменцией уникален, утверждая, что «эта версия, которую я сделал, уникальна только для The Caretaker». По словам Кирби, его музыка не на Spotify из-за «постоянной девальвации музыки крупным бизнесом и стриминговыми сервисами».
При выпуске Стадии 1 22 сентября 2016 года Кирби объявил о концепции серии. Он сказал, что альбомы покажут «прогрессию, потерю и распад», когда они упадут «в пропасть полной потери памяти». Некоторые критики были сбиты с толку этими заявлениями. Писатель Джордан Дарвилл из The Fader написал статью в новостях, в которой сообщалось, что у Кирби диагностировали раннее слабоумие. Марвин Лин из Tiny Mix Tapes сделал то же самое; обе публикации обновили свои посты, когда Кирби прояснил ситуацию. Кирби заявил в электронном письме для Pitchfork Media, что у него самого не было слабоумия; это только у самого проекта The Caretaker. Он добавил, что не должно быть путаницы между ним и проектом, и «это не намеренно, если таковые имеются». При выпуске Стадии 5 в пресс-релизе Кирби говорил о сравнении прогресса серии с продолжающимся в то время процессом брексита. Последняя запись The Caretaker’а, выпущенная вместе сo Стадией 6, Everywhere, an Empty Bliss (2019 г.), — сборник неиспользованных работ. При выпуске Стадии 6 Кирби отметил и описал концепцию далее.
Когда началась работа над этой серией, было трудно предсказать, как будет развиваться музыка сама по себе. Деменция - эмоциональная тема для многих, и я всегда относился к ней с максимальным уважением. Все стадии были художественным отражением конкретных симптомов, которые могут быть общими при прогрессировании и прогрессировании различных форм болезни Альцгеймера. 
 Всегда спасибо за вашу поддержку этой серии работ, которую запомнил The Caretaker.
Визуальный художник Ники Смит под псевдонимом Weirdcore создавал музыкальные клипы для первых двух стадий. Выпущенные в сентябре 2016 и 2017 годов, они имеют такие эффекты, как растягивание времени и эксперименты с задержкой. Он был известен тем, что создавал визуальные эффекты для эмбиент-музыканта Aphex Twin. Кирби сказал, что визуальные эффекты Weirdcore важны для его музыки, назвав их «другим миром в мире». Визуальные эффекты Weirdcore’a были позже представлены с музыкой Кирби в видео под названием «[?0?]» (2020 г.). Она была выбрана как одна из лучших аудиовизуальных работ года по версии журнала Fact.
В декабре 2017 года Кирби выступил в краковском барбакане на фестивале Unsound в Польше. Его первое шоу с 2011 года, на котором были представлены работы Силa, визуальные эффекты Weirdcore’a и он сам выпивая виски. Музыкальные клипы будут представлены на следующих концертах The Caretaker’a. Позже Кирби был на фестивале «Presences electronique» в 2018 году, где он спродюсировал связную версию песни 1944 года «Ce Soir» певца Тино Росси. Он участвовал в шоу «Solidarity»[прояснить] в мае 2019 года. В 2020 году он в последний раз выступал вживую на фестивале «[Re]setting» Rewire, которая состоялась в апреле в Гааге, Нидерланды. Ожидается, что Кирби выступит на фестивале Primavera Sound в 2022 году. Ранее выражая сомнение в том, чтобы выступать, Кирби теперь сделает каждое шоу «битвой за то, чтобы понять смысл путаницы». Он упомянул, что изобразительное искусство будет исследовать идею заставить публику «чувствовать себя плохо».

## Приём критиков
| Оценки критиков  | Оценки критиков                                                |
| Источник         | Оценка                                                         |
| ---------------- | -------------------------------------------------------------- |
| Ondarock         | 7/10 (Стадия 1) 8/10 (Стадия 6)                                |
| Pitchfork        | 7.3/10 (Стадия 1) 7.9/10 (Стадия 4)                            |
| Resident Advisor | 4.3/5 (Стадия 6)                                               |
| Tiny Mix Tapes   | (Стадия 1) · (Стадия 2) · (Стадия 4) · (Стадия 5) · (Стадия 6) |

По мере продвижения альбом Everywhere at the End of Time получала всё более и более позитивный приём, когда Кирби расширил тему An Empty Bliss…. В марте 2021 года он достиг пика как самая продаваемая запись на Boomkat, платформа, которую Кирби использует для выпуска своих физических релизов. По состоянию на тот месяц он оставался самой продаваемой пластинкой на Bandcamp в стиле дарк-эмбиент. Первоначально, в том, что он назвал «сегодняшней культурой мгновенной реакции», Кирби ожидал, что критики скажут: «Это то же самое». Он выступил против этих ожидаемых мнений; при выпуске Стадии 1 Кирби сказал, что это «станет ясно в дальнейшем».
Первые три стадии были подвергнуты критике музыкальными критиками за их описание слабоумия. Рецензент из Pitchfork Брайан Хоу выразил обеспокоенность тем, что Стадия 1 может быть романтизированным, если не эксплуататорским взглядом на психическое заболевание. Он нашёл описание Кирби неточным; писатель «наблюдал, как [его] бабушка поддавалась этому в течение десятилетия, прежде чем умерла, и это было очень мало похоже на „прекрасную мечту наяву“. На самом деле, в этом не было ничего эстетического». Пэт Бин из Tiny Mix Tapes, считал Стадию 1 наиболее «приятной для прослушивания от [the] Caretaker’а», хотя Фалиси не считал Стадию 2 ни «распадом или красотой», ни «диагнозом или лечением». В 2021 году Хейзелвуд описала Стадию 3 как «набор трюков» Кирби по умолчанию, но утверждала, что они «необходимы для путешествия»; критик продолжила это, назвав первые три стадии «легко усваиваемыми», назвав восприятие времени с ними «таким быстрым. Почти слишком быстро». По мнению Хейзелвуд, «без этих стадий и их удобств переход на Стадию 4 не оказал бы такого сокрушительного воздействия, как сейчас».
Описание слабоумия на последних трёх стадиях было описано несколькими критиками как лучшее, хотя некоторые рецензенты считали, что это не так. Боу, например, описал Стадию 4 как избегание «риска бледной романтизации», и Голднер почувствовал, что запись «нарушила цикл», хотя он добавил, что «Temporary Bliss State» не является «настоящим слабоумием». Фалиси, пишущий о Голднере, критически относился к Стадии 5, считая, что цикл «бесконечно разматывается с капстанов и накапливается до тех пор, пока не сформируются новые формы». Он описал звучание альбома как «жуткий приступ отсутствия» и возразил: «Если вещь ушла, почему я всё ещё чувствую это?». Стадия 6 получила больше похвал; комментарии варьировались от «мысленного спуска, выполненного в мучительно медленном темпе» до «чего-то экстраэмбиентного, чьи боли относятся к космосу».
Критики также прокомментировали чувства, вызванные когда альбом был полностью опубликован, а такие критики, как Дэйв Гурни из Tiny Mix Tapes, назвали его тревожным. В более общем плане утверждалось, что работа удручает, при этом Хейзелвуд утверждала, что «Музыка везде остается с вами, её мелодии преследуют и заражают». Лука Вукос в своём обзоре для блога HeadStuff утверждал, что «машина эмпатии» серии «характеризуется не словами», и её признание «основывается на женитьбе [Кирби на виниловой пластинке] с самыми современными способами цифрового воспроизведения и манипулирования». Написав о более ранней музыке The Caretaker’a, Рейнольдс сказал, что Кирби «мог бы переименовать себя в The Caregiver, поскольку в этом проекте он напоминает звуковую медсестру в хосписе для неизлечимо больных». По мнению Рейнольдса, «названия душераздирающи и часто описывают музыку более эффективно, чем когда-либо мог рецензент».

### Премии
Everywhere at the End of Time появилось больше всего в списках на конец года Quietus и Tiny Mix. За исключением этапа 3, последний рассмотрел каждый альбом и вручил награду «EUREKA!» первому, четвёртому и шестому этапам. Награда присуждается альбомам, которые исследуют границы шума и музыки и которые «достойны тщательного рассмотрения.» Resident Advisor включил 6-й этап в свой список «Лучших альбомов 2019 года». Участник Quietus Мария Переведенцева выбрала «У нас не так много дней» в качестве одного из лучших треков в 2016 году; Этап 5 позже будет включен в список лучшей музыки издания в сентябре 2018 года. Этап 6 позже был назван «Ведущим обзором» веб-сайта недели и лучшим музыкальным релизом 2019 года.
| Альбом     | Год  | Издательство    | Список       | Место | Прим.  |
| ---------- | ---- | --------------- | ------------ | ----- | ------ |
| Стадия 1   | 2016 | The Quietus     | Year-end     | 16    | [ 85 ] |
| Стадия 1   | 2016 | Tiny Mix Tapes  | Year-end     | 35    | [ 86 ] |
| Стадия 2   | 2017 | The Quietus     | Semester-end | 88    | [ 87 ] |
| Стадия 3   | 2017 | The Quietus     | Year-end     | 39    | [ 88 ] |
| Стадия 4   | 2018 | Tiny Mix Tapes  | Year-end     | 26    | [ 89 ] |
| Стадия 4   | 2018 | The Quietus     | Semester-end | 37    | [ 90 ] |
| Стадия 5   | 2018 | The Quietus     | Year-end     | 45    | [ 91 ] |
| Стадия 6   | 2019 | The Quietus     | Semester-end | 59    | [ 92 ] |
| Стадия 6   | 2019 | Obscure Sound   | Year-end     | 19    | [ 4 ]  |
| Стадия 6   | 2019 | Ondarock        | Year-end     | 38    | [ 93 ] |
| Стадии 1-6 | 2019 | A Closer Listen | Decade-end   | 4     | [ 94 ] |
| Стадии 1-6 | 2019 | Tiny Mix Tapes  | Decade-end   | 41    | [ 84 ] |
| Стадии 1-6 | 2019 | Ondarock        | Decade-end   | 42    | [ 95 ] |
| Стадии 4-6 | 2019 | The Wire        | Year-end     | 35    | [ 96 ] |

## Влияние и популярность
Несколько критиков считали Everywhere… одним из лучших музыкальных релизов 2010-х годов; некоторые критики похвалили серию альбомов, назвав их «магнум опусом» Кирби. Они часто описывали Стадию 6 с дополнительной похвалой, называя его «потрясающим произведением звукового искусства» с «уникальной силой». Один рецензент выделил две предпоследние стадии, наиболее ориентированные на окружающую среду, как заставляющие слушателей задуматься о чувстве слабоумия. В концептуальном плане, альбом везде получил всеобщее признание: изображение болезни Альцгеймера было описано в The Vinyl Factory как «удивительно эмоциональное», а Кори Сеймуром из Vogue как «изменяющее жизнь», а рецензент из Tiny Mix Tapes приписал это Стадии 6, «полностью банальному в последние минуты». Вдохновленный музыкантом The Caretaker, фан-альбом из 100 треков Memories Overlooked был выпущен в 2017 году разными музыкантами жанра vaporwave, чьи старшие родственники страдали деменцией.
В 2020 году пользователи платформы социальных сетей TikTok предлагали челлендж прослушать альбом до конца из-за его концепции, связанной с деменцией. Кирби утверждал, что он знал об этом явлении, отметив экспоненциальный рост просмотров на загрузке серии альбомов на YouTube; только 12 % из них были получены с помощью алгоритма платформы, в то время как прямые поиски составили более 50 %. В видео, которое, по мнению некоторых авторов, стало причиной популярности Everywhere, один ютубер назвал серию «Самым мрачным альбомом, который я когда-либо слышал». Президент отдела образования по уходу за слабоумными Брайан Браун высоко оценил внимание, уделяемое релизу. Он сказал, что это «очень желанная вещь, потому что она вызывает необходимое сочувствие». После своей популярности серия альбомов часто появлялась в рекомендациях в стиле эмбиент в Bandcamp, которые Ариэль Гордон из Bandcamp Daily приписывала ухудшению стадий.
В TikTok публиковались вымышленные истории в духе крипипасты о данной серии, в том числе заявления о том, что она лечит пациентов. Это вызвало негативную реакцию со стороны других, которые считали, что это превратит Everywhere в мем, тем самым оскорбив больных. Однако Кирби не считал, что этот вызов был оскорбительным для процесса болезни Альцгеймера. Он выразил желание быть аутентичным, пока популярность пластинки продолжалась. Позже TikTok назвал Everywhere открытием в нишевом рынке и «неожиданным хитом» в рецензии от Variety. В конечном итоге, Кирби рассматривал серию как дающий подросткам «понимание симптомов, с которыми может столкнуться человек с деменцией». Он полагал, что это также может дать молодой публике представление о том, что «музыка может быть опытом».
В течение конца 2020 и 2021 годов чуть ли не каждый вдохновлялся различными альбомами с похожими темами, такими как версия Minecraft. Также выделяют при любительском творчестве на подобии Кирби таких пользователей YouTube, как «The Carebear» со своим «Everywhere In The Begining Of Nowhere», «Dante Timberwolf» с работами «Everywhere At The End Of Time With Voices» и «All The Grand Memories From All The Lovely Years», «Jordan Keuring» с «Nowhere At The Millennium Of Space», и так далее. В 2021 году Ласло Ругофф из Виниловой фабрики обнаружил, что феномен TikTok привлекает «маловероятную аудиторию» подростков к музыке Кирби; он определил популярность записи как их «вектор для понимания слабоумия». В том же году «Everywhere at the End of Time» привлек внимание сообщества моддеров музыкальной игры Friday Night Funkin', а мод к нему — Everywhere at the End of Funk, был описан Реном Ромеро из отделения GAMURS Group Gamepur как «один из самых уникальных впечатлений от любого мода FNF».

## Список композиций
Адаптировано из Bandcamp. Общая длина и примечания, адаптированные из загруженных Кирби на YouTube Стадий 1-3 Стадий 4-6, и полного издания.
| №                   | Название                                       | Длительность |
| ------------------- | ---------------------------------------------- | ------------ |
| 1.                  | «A1 – It's Just a Burning Memory»              | 3:32         |
| 2.                  | «A2 – We Don't Have Many Days»                 | 3:30         |
| 3.                  | «A3 – Late Afternoon Drifting»                 | 3:35         |
| 4.                  | «A4 – Childishly Fresh Eyes»                   | 2:58         |
| 5.                  | «A5 – Slightly Bewildered»                     | 2:01         |
| 6.                  | «A6 – Things That Are Beautiful and Transient» | 4:34         |
| 7.                  | «B1 – All That Follows Is True»                | 3:31         |
| 8.                  | «B2 – An Autumnal Equinox»                     | 2:46         |
| 9.                  | «B3 – Quiet Internal Rebellions»               | 3:30         |
| 10.                 | «B4 – The Loves of My Entire Life»             | 4:04         |
| 11.                 | «B5 – Into Each Others Eyes»                   | 4:36         |
| 12.                 | «B6 – My Heart Will Stop in Joy»               | 2:41         |
| Общая длительность: | Общая длительность:                            | 41:23        |

| №                   | Название                                       | Длительность |
| ------------------- | ---------------------------------------------- | ------------ |
| 13.                 | «C1 – A Losing Battle Is Raging»               | 4:37         |
| 14.                 | «C2 – Misplaced in Time»                       | 4:42         |
| 15.                 | «C3 – What Does It Matter How My Heart Breaks» | 2:37         |
| 16.                 | «C4 – Glimpses of Hope in Trying Times»        | 4:43         |
| 17.                 | «C5 – Surrendering to Despair»                 | 5:03         |
| 18.                 | «D1 – I Still Feel As Though I Am Me»          | 4:07         |
| 19.                 | «D2 – Quiet Dusk Coming Early»                 | 3:36         |
| 20.                 | «D3 – Last Moments of Pure Recall»             | 3:52         |
| 21.                 | «D4 – Denial Unravelling»                      | 4:16         |
| 22.                 | «D5 – The Way Ahead Feels Lonely»              | 4:15         |
| Общая длительность: | Общая длительность:                            | 41:54        |

| №                   | Название | Длительность |
| ------------------- | --- | ------------ |
| 23.                 | «E1 – Back There Benjamin» | 4:14         |
| 24.                 | «E2 – And Heart Breaks» | 4:05         |
| 25.                 | «E3 – Hidden Sea Buried Deep» | 1:20         |
| 26.                 | «E4 – Libet's All Joyful Camaraderie»                                                                                            | 3:12         |
| 27.                 | «E5 – To the Minimal Great Hidden»                                                                                               | 1:41         |
| 28.                 | «E6 – Sublime Beyond Loss» | 2:10         |
| 29.                 | «E7 – Bewildered in Other Eyes»                                                                                                  | 1:51         |
| 30.                 | «E8 – Long Term Dusk Glimpses»                                                                                                   | 3:33         |
| 31.                 | «F1 – Gradations of Arms Length»                                                                                                 | 1:31         |
| 32.                 | «F2 – Drifting Time Misplaced» (под названием "Drifting Time Replaced" на индивидуальной загрузке Кирби на YouTube для Стадии 3) | 4:15         |
| 33.                 | «F3 – Internal Bewildered World»                                                                                                 | 3:29         |
| 34.                 | «F4 – Burning Despair Does Ache»                                                                                                 | 2:37         |
| 35.                 | «F5 – Aching Cavern Without Lucidity»                                                                                            | 1:19         |
| 36.                 | «F6 – An Empty Bliss Beyond This World»                                                                                          | 3:36         |
| 37.                 | «F7 – Libet Delay» | 3:57         |
| 38.                 | «F8 – Mournful Cameraderie» | 2:39         |
| Общая длительность: | Общая длительность: | 45:35        |

| №                   | Название                         | Длительность |
| ------------------- | -------------------------------- | ------------ |
| 39.                 | «G1 – Post Awareness Confusions» | 22:09        |
| 40.                 | «H1 – Post Awareness Confusions» | 21:53        |
| 41.                 | «I1 – Temporary Bliss State»     | 21:01        |
| 42.                 | «J1 – Post Awareness Confusions» | 22:16        |
| Общая длительность: | Общая длительность:              | 87:20        |

| №                   | Название                                     | Длительность |
| ------------------- | -------------------------------------------- | ------------ |
| 43.                 | «K1 – Advanced Plaque Entanglements»         | 22:35        |
| 44.                 | «L1 – Advanced Plaque Entanglements»         | 22:48        |
| 45.                 | «M1 – Synapse Retrogenesis»                  | 20:48        |
| 46.                 | «N1 – Sudden Time Regression into Isolation» | 22:08        |
| Общая длительность: | Общая длительность:                          | 88:20        |

| №                   | Название                                          | Длительность |
| ------------------- | ------------------------------------------------- | ------------ |
| 47.                 | «O1 – A Confusion So Thick You Forget Forgetting» | 21:52        |
| 48.                 | «P1 – A Brutal Bliss Beyond This Empty Defeat»    | 21:36        |
| 49.                 | «Q1 – Long Decline Is Over»                       | 21:09        |
| 50.                 | «R1 – Place in the World Fades Away»              | 21:19        |
| Общая длительность: | Общая длительность:                               | 85:57        |

## Участники записи
Примечания были адаптированы с YouTube’a.
- Лейланд Кирби — продюсер
- Эйван Сил — художественное оформление
- «Lupo» — мастеринг

## История выпуска
Все релизы были выпущенные по всему миру лейблом звукозаписи History Always Favours the Winners.
| Дата               | Формат                     | Номер каталога     | Прим.   |
| ------------------ | -------------------------- | ------------------ | ------- |
| 12 октября 2017 г. | Triple CD digital download | HAFTWCD0103        | [ 118 ] |
| 7 апреля 2019 г.   | Triple LP                  | HAFTW025026027-SET | [ 119 ] |
| 11 февраля 2021 г. | Triple LP                  | HAFTW025026027-SET | [ 120 ] |
| 21 мая 2021 г.     | Triple LP                  | HAFTW025026027-SET | [ 121 ] |

| Дата                | Формат                        | Номер каталога     | Прим.   |
| ------------------- | ----------------------------- | ------------------ | ------- |
| 14 марта 2019 г.    | Quadruple CD digital download | HAFTWCD0406        | [ 122 ] |
| 23 сентября 2020 г. | Quadruple CD digital download | HAFTWCD0406        | [ 123 ] |
| 14 марта 2019 г.    | Sextuple LP                   | HAFTW028029030-SET | [ 124 ] |
| 7 апреля 2019 г.    | Sextuple LP                   | HAFTW028029030-SET | [ 125 ] |
| 25 февраля 2021 г.  | Sextuple LP                   | HAFTW028029030-SET | [ 126 ] |
| 28 мая 2021 г.      | Sextuple LP                   | HAFTW028029030-SET | [ 127 ] |

### Комментарии
1. ↑  «Распадающиеся петли» —  это дословный перевод названия альбома Басинского.
2. ↑  В пер. с англ. «Я не могу поверить, что это просто жгучее воспоминание / Боли в сердце, боли в сердце / Какая разница, как разбивается мое сердце?»
3. ↑  В пер. с англ. «Эта селекция будет соло на мандолине мистера Джеймса Фитцджеральда».
4. ↑  В пер. с франц. «Всё кончено».
5. ↑  В пер. с нем. «Просто позволь мне поцеловать его ещё раз».
6. ↑  В пер. с франц. «Сегодня вечером всё кажется синим и тёмным»[прояснить]
7. ↑  Были также утверждения, что серия представляет симптомы слабоумия у людей; однако было доказано, что музыка делает пациентов счастливее[11].